# Sofer

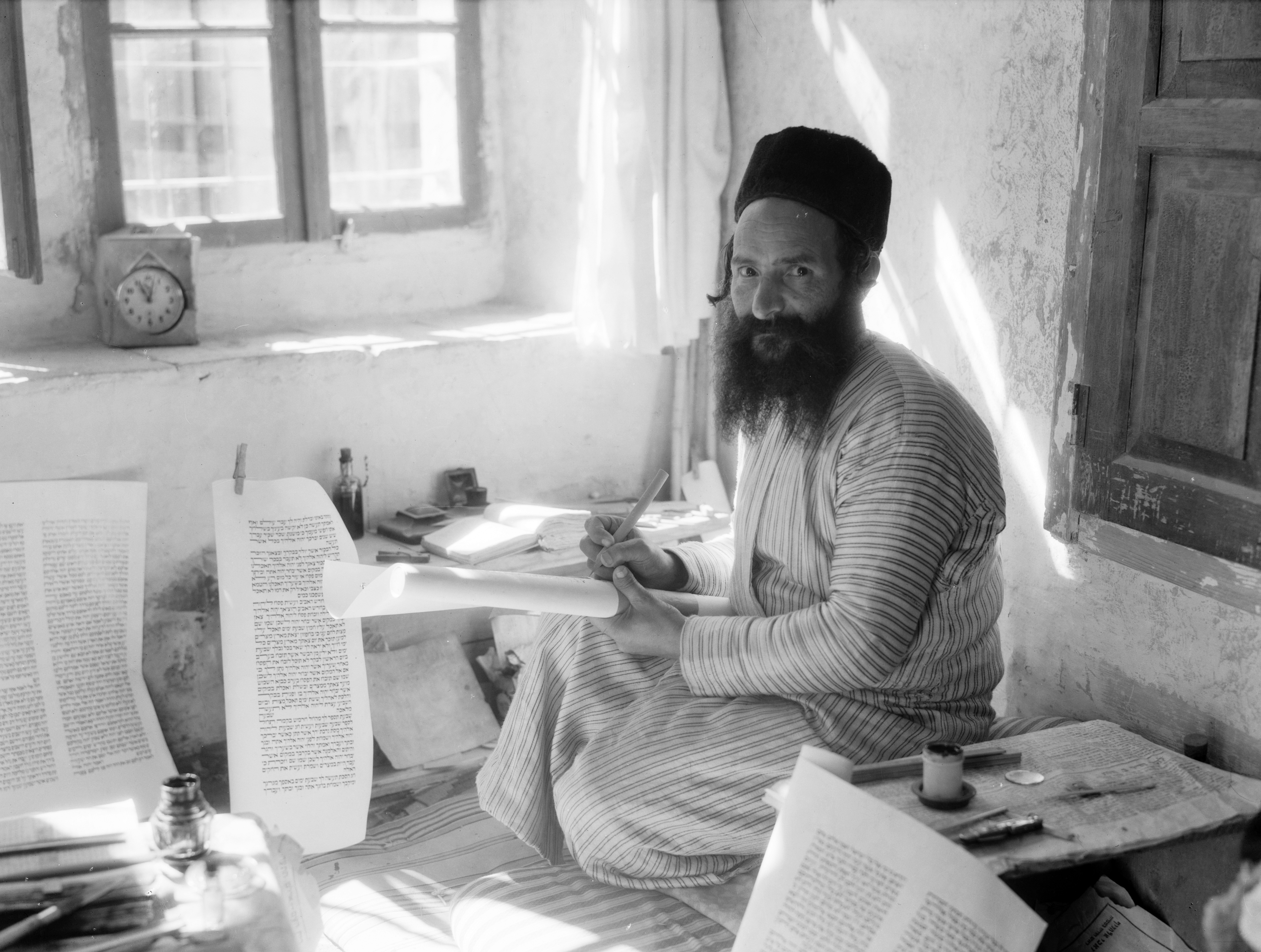
Der Sofer Shlomo Washadi um 1937

Sofer (hebräisch סֹפֵר, Aussprache: [soˈfɛʀ], Plural: [sofˈʀim]) ist ein Begriff aus dem Judentum, der heute für Spezialisten für das kunstvolle Schreiben religiöser Texte gebraucht wird. Der Sofer schreibt von Hand Torarollen, Tefillin, Mesusot sowie Dokumente wie etwa Heiratsverträge. Dieser Beruf erfordert eine fundierte Ausbildung und ist innerhalb des Judentums sehr angesehen.
Als Vorbild und Begründer dieser Berufsgruppe gilt nach der jüdischen Tradition, aber auch Historikern, der Priester Esra, der Mitte des 5. vorchristlichen Jahrhunderts mit politischer Macht und Geld ausgestattet aus dem Babylonischen Exil nach Jerusalem kam.

## Begriffsgeschichte
Der Begriff Sofer (hebräisch סֹפֵר, „Schreiber, Schriftgelehrter“; Grundbedeutung des Verbs: „zählen, aufzählen, erzählen“) bezeichnete zunächst ein militärisches Amt – nämlich denjenigen, der die Listen der ausgehobenen Soldaten erstellte (z. B. Jer. 52,25 oder II. Kön. 25,19).
Zur Zeit des ersten Tempels war dies die Bezeichnung für einen Schreiber.
Zur Zeit des zweiten Tempels war es die Bezeichnung für einen jüdischen Schriftgelehrten. Möglicherweise gab es damals auch Schreiberinnen/weibliche Schriftgelehrte (Soferet סופרת), vgl. Esr 2,55  und Neh 7,57 .
Seit talmudischer Zeit bezeichnet es wieder einen Schreiber religiöser Texte.

## Tätigkeit

Ein Sofer bei der Arbeit

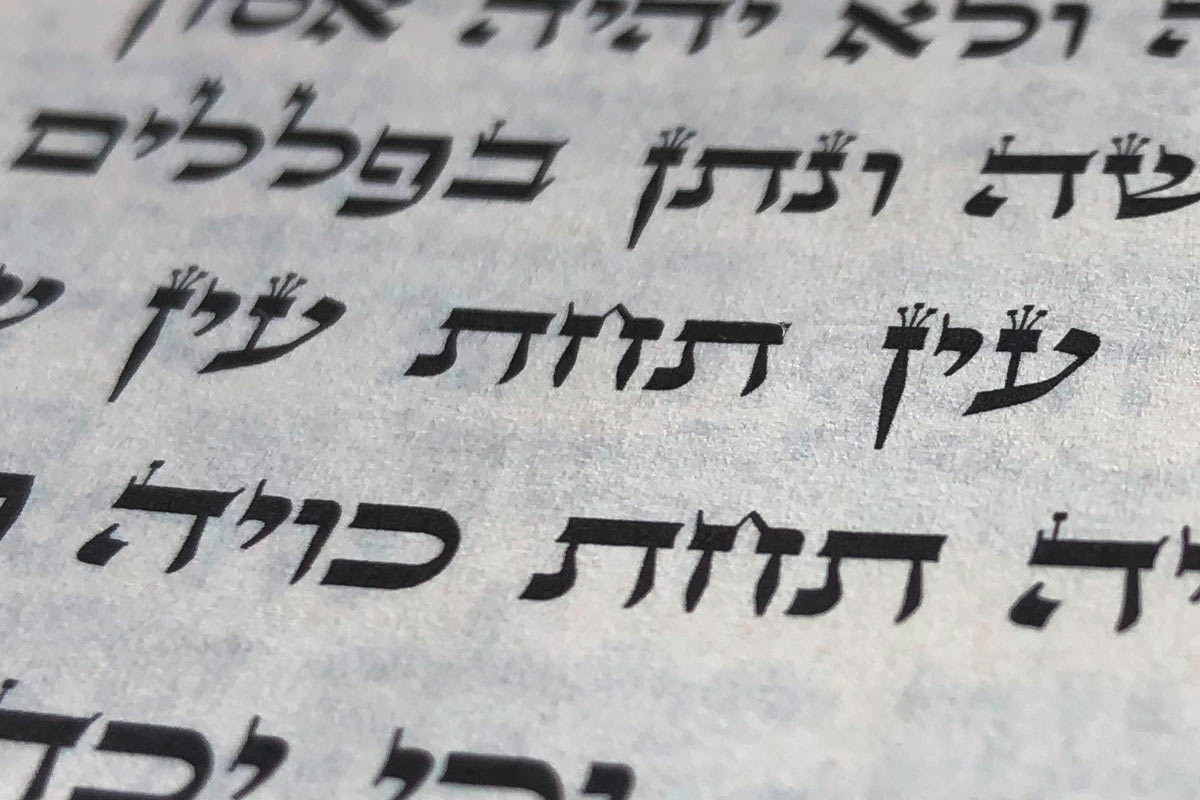
Detail einer Torarolle

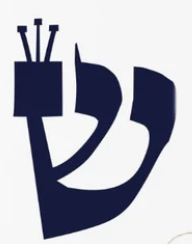
Buchstabe Schin mit Krönchen (Tagin)

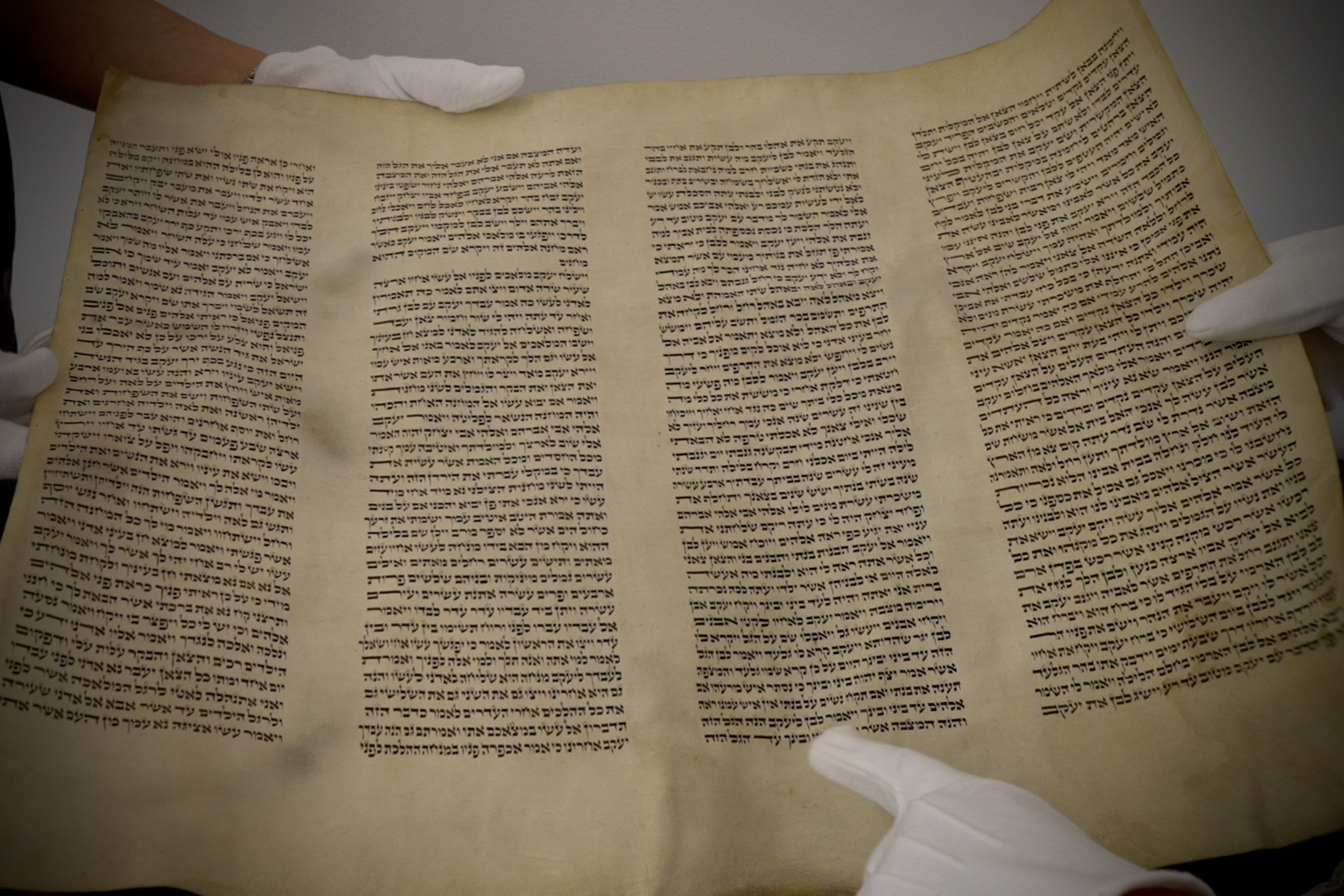
Fertiger Text einer Torarolle

Die heute gebräuchliche hebräische Bezeichnung für einen Schreiber religiöser Texte ist „Sofer STaM“ und verrät seine wichtigsten Aufgaben. Das zweite Wort, „STaM“, ist ein Akronym und setzt sich aus den Anfangsbuchstaben der Begriffe „Sefer Tora“ (Torarolle), „Tefillin“ (Gebetsriemen) und „Mesusa“ (Schriftkapsel am Türpfosten) zusammen. Ein Sofer ist verpflichtet, sich durch Untertauchen in der Mikwe in einen Zustand vollständiger ritueller Reinheit zu versetzen, bevor er in einer Torarolle den Gottesnamen schreibt.
Die biblischen Texte werden mit einer Vogelfeder (Gänsekiel oder Truthahnfeder) und einer Tinte ohne Metallzusätze, die der Sofer meist selber herstellt, geschrieben. Die Unterlage ist stets ein nur für diesen Zweck aus Haut von reinen Tieren wie Rind, Schaf, Ziege oder Reh handproduziertes Pergament. Die hebräischen Texte sind unvokalisiert.
Die Texte müssen absolut fehlerfrei und präzise geschrieben werden. Der Sofer darf nicht aus dem Gedächtnis schreiben, sondern muss jeden Buchstaben einzeln aus der Vorlage kopieren. Damit sich beim Abschreiben kein Fehler einschleicht, muss jedes Wort von ihm laut gelesen werden, bevor er es endgültig zu Pergament bringt. Damit soll auch die Heiligkeit des Textes auf die Schriftrolle übergehen. Jeder einzelne Buchstabe hat eine genau vorgeschriebene Schreibweise.
Der Text darf nicht durch Ornamente geschmückt werden, da Ornamente den Originaltext verändern oder die Lesbarkeit beeinträchtigen könnten. Jedoch gibt es die sogenannten תגין „Tagin“ oder „Krönchen“, die der Sofer an den richtigen Stellen hinzuzufügen hat. Die Krönung betrifft rätselhafterweise nur die sieben Buchstaben ע Ajin, ט Thet, נ Nun, ז Zain, ג Gimmel, צ Tzade und das ש Schin. Eine neue Tora vom Sofer schreiben zu lassen ist ein teures Unterfangen. Das Schreiben einer Torarolle kann etwa ein Jahr in Anspruch nehmen. Es ist deshalb üblich geworden, dass ein oder mehrere Gemeindemitglieder Geld für den Erwerb der neuen Tora spenden. Die letzten Buchstaben dürfen von ausgesuchten Anwesenden geschrieben werden. Der jeweilige Buchstabe ist dabei mit einem feinen Bleistift in seinen Umrissen vorgezeichnet und wird dann mit Tinte mittels einer Gänsefeder ausgefüllt, womit das 613. Gebot erfüllt wird. Diese letzte Mizwa besagt, dass jeder Jude eine Torarolle schreiben soll, was damit symbolisch erfüllt wird. Die Übergabe erfolgt in der Synagoge mittels einer Prozession in einem Festakt.
Falls in einem Text ein Fehler entdeckt wird, ist dieser damit rituell unrein, das heißt nicht für Tora, Tefillin oder Mesusa geeignet. Im digitalen Zeitalter können die einzelnen Spalten gescannt werden und ein spezielles Programm erkennt Fehler oder fehlerhafte Stellen, die dann von einem Sofer beseitigt werden müssen.
Vom Sofer geschriebene Texte, die mechanisch oder durch Abnutzung oder hohes Alter beschädigt und somit unbrauchbar geworden sind, werden nicht auf übliche Weise entsorgt, sondern in einer Geniza aufbewahrt oder auf einem jüdischen Friedhof bestattet.